# Arnold Boulanger
Arnold Joseph Boulanger (Beyne-Heusay, 18 november 1875 – Luik, 5 juni 1963) was een Belgisch politicus voor de POB en vervolgens de PCB.

## Levensloop
Arnold Boulanger verliet op zijn elfde de lagere school en ging aan de slag in een mechanisch atelier. Een jaar later werd hij mijnwerker. In de mijn kwam hij in aanraking met het syndicalisme en in 1893 werd hij schatbewaarder van de mijnwerkersvakbond van Beyne-Heusay. Als gevolg van de algemene staking van 1902 werd hij ontslagen en nadat hij niet meer aan een baan raakte in de Luikse mijnbekkens, week hij uit naar Frankrijk. Daar was hij ook betrokken bij mijnstakingen en in 1904 werd hij het land uitgezet. Vervolgens was hij tot 1908 opnieuw mijnwerker in Beyne-Heusay.

### Activiteiten binnen coöperatieve vennootschappen
In 1898 werd hij uitbater van het Volkshuis in Beyne-Heusay. Na zijn terugkeer uit Frankrijk werd hij in 1905 aangesteld tot zaakvoerder-beheerder van de coöperatieve vennootschap L'Union, die in Moulins-sous-Fléron en Queue-du-Bois voedsel verkocht. Onder zijn leiding werd het imperium van deze coöperatieve uitgebreid. L'Union nam coöperatieve vennootschappen in Romsée en Fléron over en breidde zijn activiteiten uit. Er werd een schoenmakersatelier opgezet, een mechanische bakkerij en een medische en farmaceutische dienst werden uitgebouwd. Deze ontwikkeling hield verband met de groei van andere socialistische organisaties zoals mijnwerkersvakbonden, bouwvakkersvakbonden, de mutualiteiten en diverse maatschappijen, op een moment waarop de gunstige economische situatie een stijging van de lonen toeliet. Hierdoor beschikte L'Union over meer financiële middelen en kon de coöperatieve opereren als verbindingsorgaan tussen de verschillende socialistische organisaties. Later werd het imperium nog uitgebreid met een meelmagazijn, een winkel met landbouwproducten, een kruidenierswinkel en een slagerij. Voorts werden feestzalen, bioscopen, een theaterkring en een fanfare aan het geheel toegevoegd. 
De Eerste Wereldoorlog versnelde de groei van de coöperatieve. Om in de voedselvoorziening van burgers te kunnen voorzien, ging L'Union steeds meer samenwerken met andere samenwerkende vennootschappen. In 1915 werd L'Union onderdeel van de Union coopérative de Liège, die na de oorlog zou uitgroeien tot een van de grootste coöperatieven van het land. Ze verenigde 75 coöperatieven en telde op haar hoogtepunt meer dan 300 winkels verspreid over heel Wallonië. In 1930 telde ze meer dan 2.500 werknemers, beheerde ze 107 volkshuizen en waren 74.000 mensen aan deze coöperatieve verbonden. Boulanger werd algemeen bestuurder van de Union coopérative de Liège en was van 1918 tot 1924 belast met de leiding van dienst productie. In deze hoedanigheid was hij verantwoordelijk voor het opzetten van een chocoladefabriek, een banketbakkerij, een conservenfabriek, een zeepfabriek en een boterfabriek. Andere verwezenlijkingen van Boulanger waren de oprichting van een strohoedenfabriek in Glons, een patisseriebakkerij in Jemeppe-sur-Meuse, een drukkerij in Luik, een gerstmolen in Borgworm, een ontbijtkoekenproducent in Verviers en een tabaksproducent in Saint-Léger. Deze fabrieken faciliteerden de levering van producten aan de winkels van de Union coopérative. Omdat deze over een te kleine afzetmarkt beschikte, was een uitbreiding, diende de Union coopérative haar samenwerking met coöperatieven over het hele land te intensifiëren, teneinde haar voortbestaan op lange termijn te garanderen. 
Derhalve werd in 1924 de Société génerale coopérative of Algemene Coöperatieve Vennootschap in het leven geroepen, die de verschillende samenwerkende vennootschappen die zich met de verkoop van voedsel en andere levensmiddelen inlieten op nationale schaal moesten organiseren. Boulanger was van 1924 tot 1940 voorzitter van de raad van bestuur van deze vennootschap. De opzetting ervan leidde echter niet tot een verdere groei van de Union coopérative, daar andere coöperatieven het gebruik van hun traditionele handelskanalen prefereerden. Een herstructurering van de activiteiten van de Union coopérative drong zich op, vooral tijdens de economische crisis van de jaren 1930 moesten verschillende minder rendabele activiteiten worden teruggeschroefd. Daarnaast was hij lid van het directiecomité van de Federatie van Samenwerkende Vennootschappen in Antwerpen en van de Office coopératif belge in Brussel. In 1940 werd Boulanger op pensioen gesteld.

### Politieke loopbaan
Als socialistisch militant trad Boulanger toe tot de Belgische Werkliedenpartij (BWP). Van 1903 tot 1925 was hij gemeenteraadslid van Beyne-Heusay en vanaf 1909 was hij er zestien jaar schepen van Onderwijs. Vanaf 1920 zetelde hij als vertegenwoordiger van de coöperatieven in de Algemene Raad van de BWP.
Hij was als militant van de vrijdenkersbeweging vanaf 1953 tevens voorzitter van de Fédération nationale des sociétés de libre pensée. Als vrijdenker nam hij in 1936 deel aan een internationaal congres in Praag, waar hij in aanraking kwam met het communisme. Boulanger was onder de indruk van deze ideologie en hoe zij in de Sovjet-Unie in de praktijk werd gebracht en trad toe tot de Amitiés belgo-soviétiques. Ook leverde hij tijdens de Spaanse Burgeroorlog samen met de Union coopérative kleding, voedsel en wapens aan de republikeinen. Vanaf augustus 1939 was hij een hevig verdediger van het Molotov-Ribbentroppact tussen de Sovjet-Unie en Nazi-Duitsland, hetgeen zijn positie binnen de BWP onhoudbaar maakte en waardoor hij ontslag moest nemen uit de partij. Zijn pensionering in 1940 bezegelde zijn breuk met de socialisten.
In 1941 trad Boulanger toe tot de Kommunistische Partij van België (KPB-PCB) en in juni dat jaar werd hij erkend als verzetsstrijder tegen de Duitse bezetter. Hij bood huisvesting, kleding, voeding en financiële bijstand aan ontsnapte Russische gevangenen en leverde wapens aan verzetsstrijders. Na de Tweede Wereldoorlog trad hij toe tot het federaal comité van de Luikse PCB-afdeling, waar hij zich bezighield met de administratie, en werd hij in 1946 verkozen in het Centraal Comité van de partij, waarin hij tot in 1957 zetelde. Binnen de PCB was hij lid van de commissies Gepensioneerden, Coöperatieven en Middenklasse.
Van 1946 tot 1954 zetelde hij bovendien in de Senaat, als rechtstreeks gekozen senator voor het arrondissement Luik. Hij was er van 1946 tot 1949 quaestor en voorzitter van de commissie Ravitaillering. In de Senaat hield hij bezig met landbouwkwesties, de strijd tegen sloppenwijken en de sociale situatie van de middenklasse en diende hij een wetsvoorstel in betreffende commerciële huurovereenkomsten. Bij de verkiezingen van 1954 werd hij niet herkozen.
In Beyne-Husay is er een Rue Arnold Boulanger.